# Martina Hajdyla Lacová
Martina Hajdyla Lacová, rozená Martina Lacová (* 13. května 1986, Zvolen) je slovenská performerka, herečka, režisérka, choreografka a pedagožka. Jejím manželem je herec a režisér Jiří Hajdyla. 

## Životopis
Od šesti letech chodila do soukromé základní umělecké školy, kde měli lidový tanec, současný tanec, balet, ale i hudební přípravu. Tanec se jí zalíbil, a tak i z iniciativy vedoucích školy zkusila přijímací zkoušky na Konzervatórium Jána Levoslava Bellu v Banské Bystrici, kde byla přijata. Po absolutoria na konzervatoři se rozhodla dále pokračovat ve studiu tance. Chtěla se dostat na P.A.R.T.S. do Bruselu, ale to jí nevyšlo, a tak šla studovat HAMU v Praze obor Pedagogika tance, jelikož její matka byla učitelkou. Už během studií na HAMU začala spolupracovat s českými a zahraničními choreografy a v roce 2008 byla na půlročním studijním pobytu v Hoger Instituut voor Dans v Antverpách, v rámci kterého spolupracovala s belgickou choreografkou Ann van den Broek. V témže roce založila společně s tanečnicí a producentkou Karolínou Hejnovou skupinu ME-SA.
Po dokončení akademie v roce 2010 začala pracovat jako pedagožka a tanečnice na volné noze a spolupracovala s různými českými a zahraničními soubory. Kromě skupiny ME-SA tančila se soubory VerTeDance, Pražský komorní balet a NANOHACH. Ve Švýcarsku pracovala se souborem DA MOTUS! a v Norsku s Karen Foss Quiet Works. V roli hostující učitelky spolupracuje také s různými tanečními školami a studii nejen v Česku, ale i na Slovensku. Její první choreografii vytvořila už během studií na HAMU. Jako choreografka se podílela například na tvorbě představení SoloS part III., SuperNaturals a Assemblage pro ME-SA, Metamorphic pro Pražský komorní balet a SQUAT pro Divadlo Štúdio tanca.
Jejím manželem je herec a režisér Jiří Hajdyla, se kterým má děti. Poznali se v Praze během jejího vystoupení, kde Jiří scénu osvětloval.
V roce 2011 a 2012 byla nominována na Tanečnici roku, cenu získala v roce 2015 za výkon v SuperNaturals. Její autorské sólo bylo v roce 2012 nominováno na cenu pro Taneční inscenaci roku 2012. V roce 2023 obdržela cenu Českých center za výkon v představení SOFT SPOT. Za sólový výkon v inscenaci L/One of the Seven byla v užší nominaci na Cenu Thálie za rok 2016 v oboru Balet, pantomima nebo jiný tanečně dramatický žánr. Tu obdržela v oboru alternativní divadlo v roce 2024 za performerský výkon v inscenaci Bodies in Progress.